# Список сетевых протоколов
Здесь представлен неполный список сетевых протоколов, отсортированных по ближайшим им уровням модели Open Systems Interconnection (OSI). Однако, многие из данных протоколов изначально основаны на стеке протоколов TCP/IP и прочих моделях, поэтому они не могут быть однозначно соотнесены с уровнями модели OSI.

## Протоколы уровня 1 (Физический уровень)
- ADSL Asymmetric Digital Subscriber Line
- ISDN Integrated Services Digital Network
- PDH Плезиохронная цифровая иерархия
  - T-канал (T1, T3, etc.)
  - E-канал (E1, E3, etc.)
- RS-232, a serial line interface originally developed to connect modems and computer terminals
- SDH Синхронная Цифровая Иерархия
- SONET Synchronous Optical NETworking
- Стандартные модемные протоколы/Протоколы серии ITU V, используемые в соединениях между аналоговыми модемами по телефонной линии.
- Физический уровень ITU-T G.hn

## Протоколы уровня 1+2
- Ethernet
- GFP ITU-T G.7041 Обобщённая процедура разбиения на фреймы
- OTN ITU-T G.709 Оптическая передача данных по сети, также называемая «Оптической оболочкой канала» (Optical Channel Wrapper) или «Цифровой технологией обертывания» (Digital Wrapper Technology)

## Протоколы уровня 2 (Канальный уровень)
- ARCNET　Attached Resource Computer NETwork
- ATM Asynchronous Transport Mode
- CDP Протокол обнаружения Cisco
- DCAP Data Link Switching Client Access Protocol
- Dynamic Trunking Protocol Динамический протокол группобразования
- Econet
- FDDI Волоконно-оптический интерфейс по распределенным данным
- Frame Relay
- Канальный уровень ITU-T G.hn
- HDLC High-Level Data Link Control
- IEEE 802.11 WiFi
- IEEE 802.16 WiMAX
- LocalTalk
- L2F Layer 2 Forwarding Protocol
- L2TP Layer 2 Tunneling Protocol
- LAPD Процедуры доступа к соединению на D-канале
- LLDP Link Layer Discovery Protocol
- LLDP-MED Link Layer Discovery Protocol — Media Endpoint Discovery
- PPP Point-to-Point Protocol
- PPTP Point-to-Point Tunneling Protocol
- Q.710 Упрощенный Message Transfer Part
- NDP Протокол обнаружения соседей
- RPR IEEE 802.17 Resilient Packet Ring
- SPB IEEE 802.1aq Shortest Path Bridging
- SLIP Serial Line Internet Protocol (устарел)
- StarLAN
- STP Spanning Tree Protocol
- Token ring — по сути является не протоколом, а топологией
- VTP VLAN Trunking Protocol

## Протоколы уровня 2+3
- ATM Asynchronous Transfer Mode
- Frame relay, упрощенная версия X.25
- MPLS Multi-protocol label switching
- X.25
- ARP Протокол разрешения адреса
- RARP Протокол разрешения обратного адреса

## Протоколы уровня 1+2+3
- MTP Message Transfer Part
- NSP Network Service Part

## Протоколы уровня 3 (Сетевой уровень)
- CLNP Сетевой протокол без установки соединения
- EGP протокол внешнего шлюза (устарел)
- EIGRP Enhanced Interior Gateway Routing Protocol
- ICMP Internet Control Message Protocol
- IGMP Internet Group Management Protocol
- IGRP Interior Gateway Routing Protocol
- IPv4 Internet Protocol version 4
- IPv6 Internet Protocol version 6
- IPsec Internet Protocol Security
- IPX Internetwork Packet Exchange
- SCCP Signalling Connection Control Part
- AppleTalk DDP

## Протоколы уровня 3 (управление на сетевом уровне)
- IS-IS Intermediate System-to-Intermediate System
- OSPF Open Shortest Path First
- BGP Border Gateway Protocol
- RIP Routing Information Protocol
- IRDP: Реализация RFC 1256
- Gateway Discovery Protocol (GDP) — протокол, разработанный Cisco, схожий с IRDP

## Протоколы уровня 3.5
- HIP Протокол идентификации хоста

## Протоколы уровня 3+4
- Xerox Network Systems

## Протоколы уровня 4 (Транспортный уровень)
- AH Аутентификационный заголовок по IP или IPSec
- ESP Encapsulating Security Payload over IP or IPSec
- GRE Generic Routing Encapsulation для туннелирования
- IL Первоначально разработан как транспортный уровень для 9P
- SCTP Stream Control Transmission Protocol
- Sinec H1 для удаленного контроля
- SPX Sequenced Packet Exchange
- TCP Transmission Control Protocol
- UDP User Datagram Protocol

## Протоколы уровня 5 (Сеансовый уровень)
- 9P — протокол распределённой файловой системы, разработанный как часть Plan 9
- NCP NetWare Core Protocol
- NFS — сетевая файловая система
- SMB Server Message Block
- SOCKS «SOCKet Secure»
- L2TP — Layer 2 Tunneling Protocol

## Протоколы уровня 6 (уровень представления)
- PPTP — Point-to-Point Tunneling Protocol

## Прочие протоколы
- Controller Area Network (CAN)
- Общепромышленный протокол (CIP)
- Цифровое управление командами (DCC)
- Financial Information eXchange (FIX)
- I²C
- Modbus
- DECnet — семейство протоколов от Digital Equipment Corporation (ныне HP)
- Service Location Protocol SLP
- Service Advertising Protocol SAP

## Протоколы уровня 7 (Прикладной уровень)
- ADC — peer-to-peer-протокол обмена файлами
- AFP, Apple Filing Protocol
- BACnet, Building Automation and Control Network protocol
- BitTorrent — peer-to-peer-протокол обмена файлами
- BOOTP, Bootstrap Protocol
- DIAMETER — протокол аутентификации, авторизации и работы с аккаунтами
- DICOM содержит определение сетевого протокола
- DICT — словарный протокол
- DNS — система доменных имён
- DHCP, Dynamic Host Configuration Protocol
- ED2K — peer-to-peer-протокол обмена файлами
- FTP — протокол передачи файлов
- Finger — протокол, возвращающий информацию о пользователях на удалённом компьютере
- Gnutella — peer-to-peer-протокол скачивания файлов
- Gopher — иерархический протокол на основе гиперссылок
- HTTP, Hypertext Transfer Protocol
- IMAP, Internet Message Access Protocol
- IRC — протокол для чата
- ISUP, ISDN User Part
- XMPP — протокол мгновенного обмена сообщениями
- LDAP Lightweight Directory Access Protocol
- MIME, Multipurpose Internet Mail Extensions
- MSNP, Microsoft Notification Protocol (используется в Windows Live Messenger)
- MAP, Mobile Application Part
- NetBIOS — протокол общего пользования файлами и разрешения имен — основа обмена файлами в Windows.
- NNTP — сетевой протокол передачи новостей
- NTP — сетевой протокол времени
- NTCIP, National Transportation Communications for Intelligent Transportation System Protocol
- POP3 — почтовый протокол версии 3
- RADIUS — протокол аутентификации, авторизации и работы с аккаунтами
- Rlogin — протокол удаленного входа в UNIX
- rsync — протокол передачи файлов для резервного копирования, копирования и зеркалирования
- RTP, Real-time Transport Protocol
- RTSP, Real-time Transport Streaming Protocol
- SSH, Secure Shell
- SISNAPI, Siebel Internet Session Network API
- SIP, Session Initiation Protocol, сигнальный протокол
- SMTP, Simple Mail Transfer Protocol
- SNMP, Simple Network Management Protocol
- SOAP, Simple Object Access Protocol
- STUN, Session Traversal Utilities for NAT
- TUP, Telephone User Part
- Telnet — протокол удаленного доступа к терминалу
- TCAP, Transaction Capabilities Application Part
- TFTP, Trivial File Transfer Protocol, простой протокол передачи файлов
- WebDAV, Web Distributed Authoring and Versioning
- DSM CC Digital Storage Media Command and Control

## Языки описания в протоколах
ASN.1